# Coupon-Privatisierung
Die Coupon-Privatisierung ist eine von der Idee des Volkskapitalismus angeregte Form der Privatisierung, bei der die Umwandlung von Staatseigentum in Privateigentum durch ausgegebene Coupons erfolgt.
Im Regelfall erhält bei dieser Form jeder Bürger eines Landes Coupons kostenlos und zu gleichen Teilen je berechtigter Person. Diese können nach Belieben in Aktien und Anleihen von staatlichen Unternehmen investiert werden.
Das Konzept der Coupon-Privatisierung wurde 1990 von Burkhard Wehner in Der Lange Abschied vom Sozialismus. Grundriss einer neuen Wirtschafts- und Sozialordnung unter der Bezeichnung Bezugsschein-Privatisierung vorgestellt.
Die Coupon-Privatisierung wurde zum Ende des Ostblocks unter anderem in den Nachfolgestaaten der Sowjetunion, Polen und in der ehemaligen Tschechoslowakei durchgeführt, wo ab Juni 1992 nach langen Kontroversen ein beachtlicher Teil der Staatsbetriebe privatisiert wurde.
Auch in Kroatien fand nach der Erlangung der Unabhängigkeit eine Coupon-Privatisierung statt. Es soll allerdings zu zahlreichen Unregelmäßigkeiten gekommen sein, was zu großem Unmut in der Bevölkerung führte.
Bei der Gründung der Treuhandanstalt zur Privatisierung des Volksvermögens der DDR war vom Zentralen Runden Tisch ein System von an die DDR-Bürger auszugebenden Anteilsscheinen in die Diskussion gebracht worden. Auch der erste Chef der Treuhandanstalt, Peter Moreth, sprach sich öffentlich für ein solches System aus, wurde jedoch wenige Tage später entlassen. Im Staatsvertrag zur Währungs-, Wirtschafts- und Sozialunion wurde in § 10 Abs. 6 Folgendes bestimmt:

„Nach einer Bestandsaufnahme des volkseigenen Vermögens und seiner Ertragsfähigkeit sowie nach seiner vorrangigen Nutzung für die Strukturanpassung der Wirtschaft und für die Sanierung des Staatshaushalts wird die Deutsche Demokratische Republik nach Möglichkeit vorsehen, daß den Sparern zu einem späteren Zeitpunkt für den bei der Umstellung 2 zu 1 reduzierten Betrag ein verbrieftes Anteilsrecht am volkseigenen Vermögen eingeräumt werden kann.“

In § 26 Abs. 4 des Vertrages heißt es: 

„Es wird eine Bestandsaufnahme des volkseigenen Vermögens vorgenommen. Das volkseigene Vermögen ist vorrangig für die Strukturanpassung der Wirtschaft und für die Sanierung des Staatshaushalts in der Deutschen Demokratischen Republik zu nutzen.“

Daraus ergibt sich, dass Anteilsscheine (Coupons) nur dann hätten ausgegeben werden können, wenn die Privatisierung einen Überschuss ergeben hätte. Das war aber nicht der Fall (negative Schlussbilanz der Treuhandanstalt).